# Eriosema letouzeyi
Eriosema letouzeyi är en ärtväxtart som beskrevs av Jacq.-fel. Eriosema letouzeyi ingår i släktet Eriosema och familjen ärtväxter. Inga underarter finns listade i Catalogue of Life.